# كارتيس
بلدية كارتيس (بالإسبانية: Cartes)‏، هي إحدى بلديات منطقة كانتابريا, المصنفة على أنها مقاطعة أيضاً، في شمال إسبانيا.
يبلغ عدد سكانها 3.681 نسمة وفقاً لإحصائية سنة (2002).